# Yutaro Masuda
Yutaro Masuda (桝田 雄太郎 Masuda Yutaro?, nacido el 27 de marzo de 1985 en Osaka) es un exfutbolista japonés. Jugaba de defensa y su último club fue el MIO Biwako Shiga de Japón.

## Trayectoria

### Clubes
| Club             | País  | Año         |
| ---------------- | ----- | ----------- |
| MIO Biwako Shiga | Japón | 2007 - 2012 |
| SC Sagamihara    | Japón | 2013 - 2014 |
| MIO Biwako Shiga | Japón | 2015 - 2016 |

## Estadística de carrera

### J. League
| Club          | Año   | J. League | J. League | Copa J. League | Copa J. League | Total | Total |
| Club          | Año   | Part.     | Goles     | Part.          | Goles          | Part. | Goles |
| ------------- | ----- | --------- | --------- | -------------- | -------------- | ----- | ----- |
| SC Sagamihara | 2014  | 13        | 0         | -              | -              | 13    | 0     |
| Total         | Total | 13        | 0         | 0              | 0              | 13    | 0     |